# زقزاق مدغشقري
زقزاق مدغشقري (الاسم العلمي: Charadrius thoracicus) هو نوع من الطيور يتبع جنس الزقزاق من فصيلة الزقزاقية.